# Rhyacophila minoyamaensis
Rhyacophila minoyamaensis är en nattsländeart som beskrevs av Kobayashi 1973. Rhyacophila minoyamaensis ingår i släktet Rhyacophila och familjen rovnattsländor. Inga underarter finns listade i Catalogue of Life.